# 尤寧普雷里鎮區 (阿勒馬基縣)
尤宁普雷里鎮區（Union Prairie Township），美国艾奥瓦州阿勒马基县的一个鎮區，总面积91.68平方公里，总人口761（2010年美国人口普查）。该鎮區无建制居民点。